# Drittes Belvedere

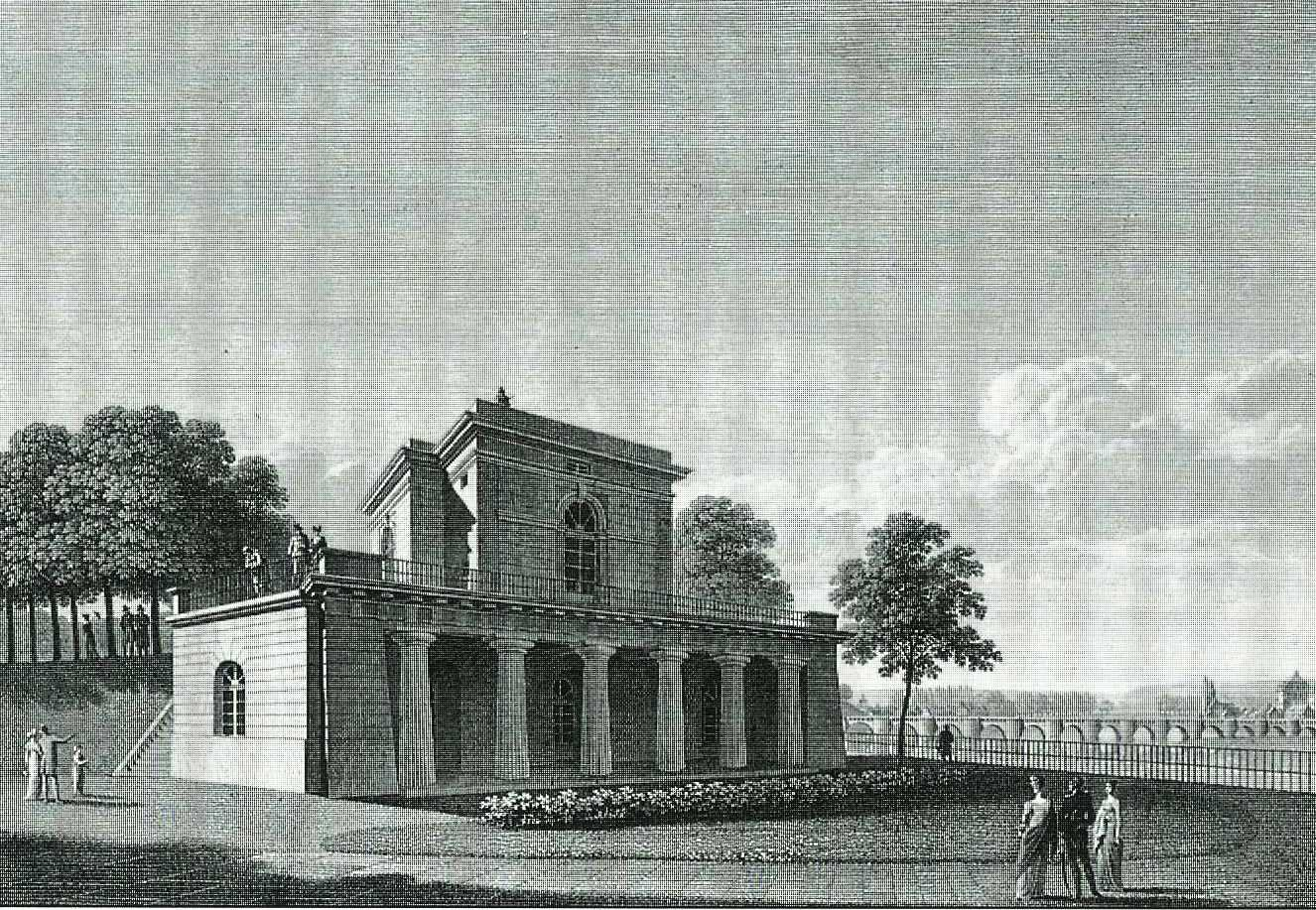
Ansicht des dritten Belvedere

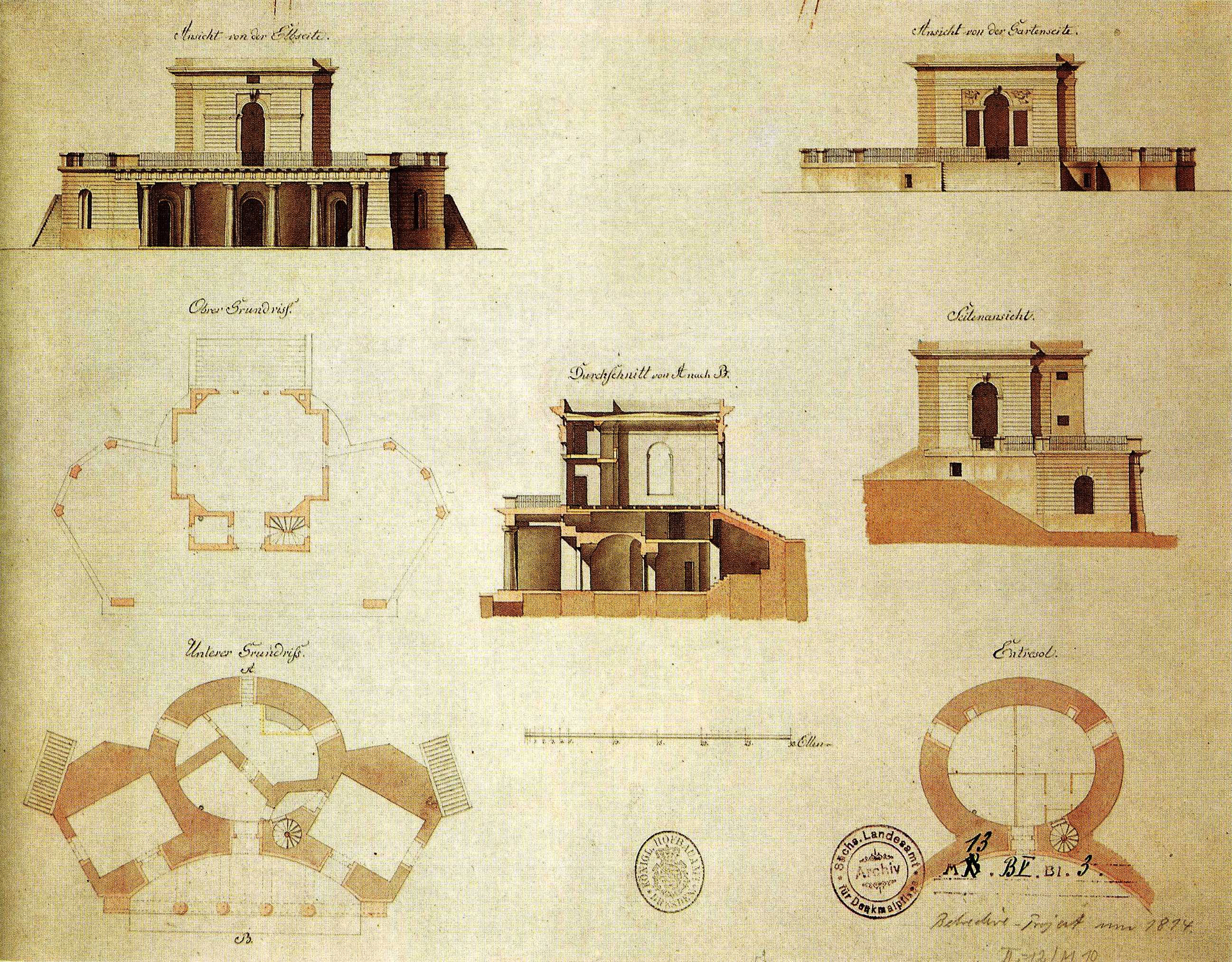
Ausgeführter Entwurf

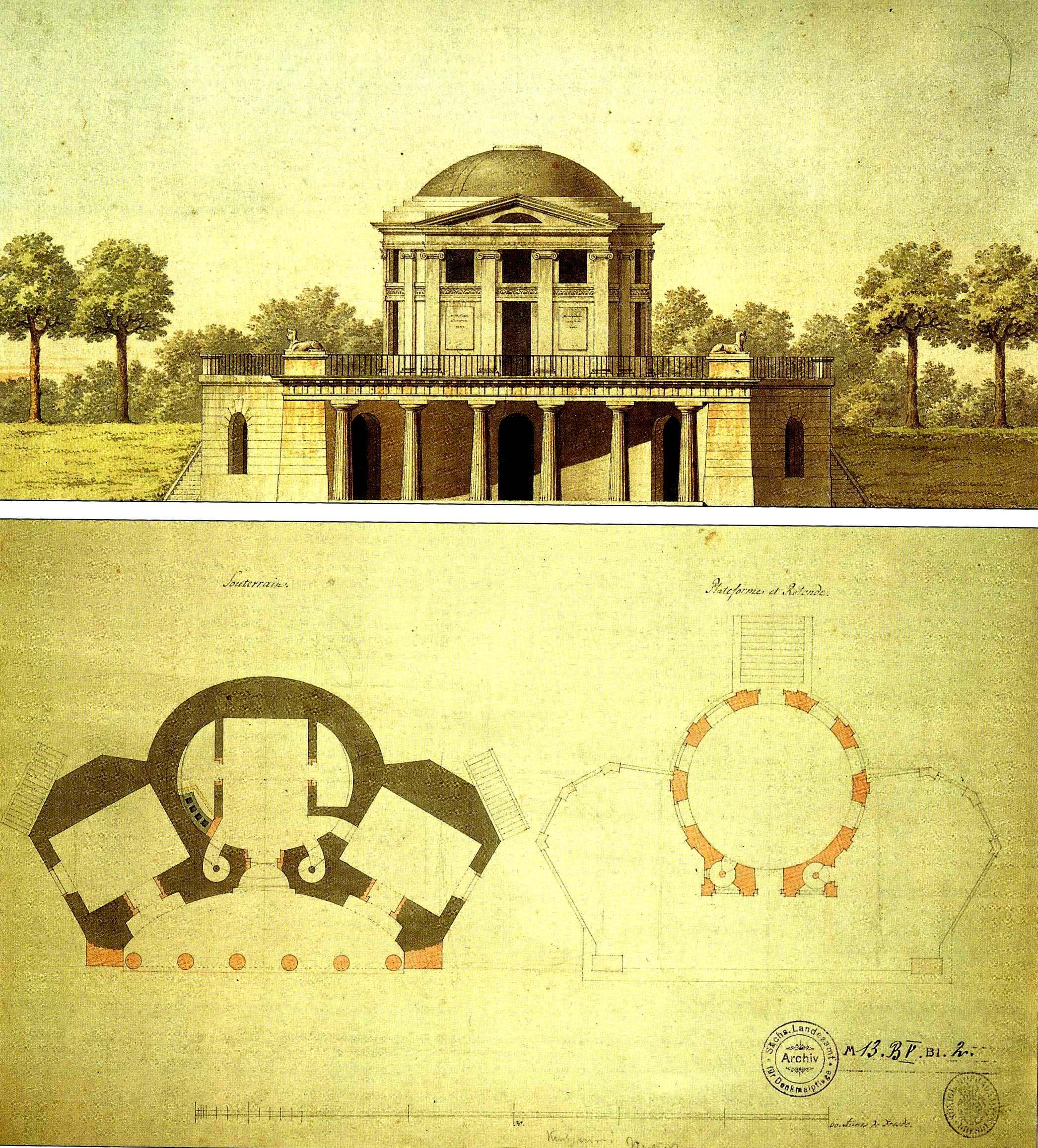
Nicht ausgeführter Entwurf mit Rundtempel im Obergeschoss als Pavillonbau, nach dem Vorbild des Pantheons in Rom

Das Dritte Belvedere, historisch auch als Repninsches Belvedere bezeichnet, auf der Brühlschen Terrasse in Dresden war ein von Christian Friedrich Schuricht, einem Schüler von Friedrich August Krubsacius, im Jahre 1814 errichteter klassizistischer Bau. Es gehörte neben der Altstädtischen Hauptwache, den Torhäusern am Leipziger Tor, dem Palais Lüttichau, dem Kuppelsaal des Schloss Pillnitz sowie dem wiederaufgebauten Schwanenhaus von Woldemar Hermann zu den wenigen Beispielen rein klassizistischer Bauten des alten Dresden. Es wird als typischer Bau des „Dresdner dorischen Klassizismus unter Einfluss der Revolutionsarchitektur“ charakterisiert und war das dritte der vier Gebäude an diesem Standort. 1842 wurde es abgebrochen, ihm folgte im gleichen Jahr das Vierte Belvedere.

## Geschichte
Schuricht errichtete 1814 das dritte Belvedere auf der Brühlschen Terrasse. Den Auftrag dazu erteilte Fürst Repnin, der im Palais Brühl residierende russische Gouverneur. Der Architekt entwarf mehrere Pläne für das neue Belvedere, wobei allen Plänen ein Sockelbau als Untergeschoss gemein war, wo sich eine Vorhalle mit sechs dorischen Säulen befand.
Im ausgeführten Bau wurde auf dem Untergeschoss ein tempelartiger Aufbau mit Aussichtsterrasse errichtet. Der Aufbau zeigte Rechteckformen mit Rundbogen und kräftigen Schlusssteinen. Durch den Brühlschen Garten gelangte man über eine gerade Freitreppe zu dem Gebäude. Dort befand sich auch die Schauseite des Pavillons, der ein dreiteiliges Portal mit einer Rundbogentür in der Mitte aufwies, der auf beiden Seiten von Rechteckfenstern flankiert wurde. Sowohl die Tür als auch die Fenster waren von der Rücklage her in einer quadratischen Form zusammengefasst worden. Der Bau wurde 1842 abgebrochen.
Einer der nicht umgesetzten Entwürfe zeigte im Obergeschoss einen Rundtempel als Pavillonbau mit flachgewölbter Kuppel und Impluvium, nach dem Vorbild des Pantheons in Rom. Dem Bau vorgelagert war eine Vorhalle mit Dreiecksgiebel, der auf ionischen Pilastern ruhte. Während die Architektur des Untergeschosses auf den Theorien des Friedrich August Krubsacius basierte, fußte der Aufbau auf den Lehren des Claude-Nicolas Ledoux.
Ein anderer unausgeführter Entwurf zeigte eine zweigeschossige Anlage, bei der die Vorhalle mit den sechs Säulen im Obergeschoss wiederholt werden sollte. Eine letzte Variante sah vor, das Dach des Aufbaus als zweite Aussichtsterrasse zu verwenden, zu der Außentreppen führen sollten.